# Hall Bartlett
Pour les articles homonymes, voir Bartlett.
Hall Bartlett est un producteur et réalisateur américain, né le 27 novembre 1922 à Kansas City, Missouri, et mort le 7 septembre 1993 à Los Angeles, Californie.

## Filmographie

### En tant que réalisateur et producteur
- 1955 : Prisons sans chaînes (Unchained )
- 1957 : Le Pays de la haine (en) (Drango)
- 1957 : À l'heure zéro (Zero Hour!)
- 1960 : Les Marines attaquent (en) (All the Young Men)
- 1963 : La Cage aux femmes (The Caretakers)
- 1969 : Vivre sa vie (en) (Changes)
- 1971 : The Sandpit Generals
- 1973 : Jonathan Livingston le goéland (Jonathan Livingston Seagull)
- 1978 : The Children of Sanchez «également scénariste et producteur»
- 1982 : Les Évadés du triangle d'or (en) (Love Is Forever)

### En tant que producteur
- 1964 : Papa play-boy (A Global Affair) de Jack Arnold
- 1968 : Les Corrupteurs (Sol Madrid) de Brian G. Hutton